# 蓋頌生活購物商城

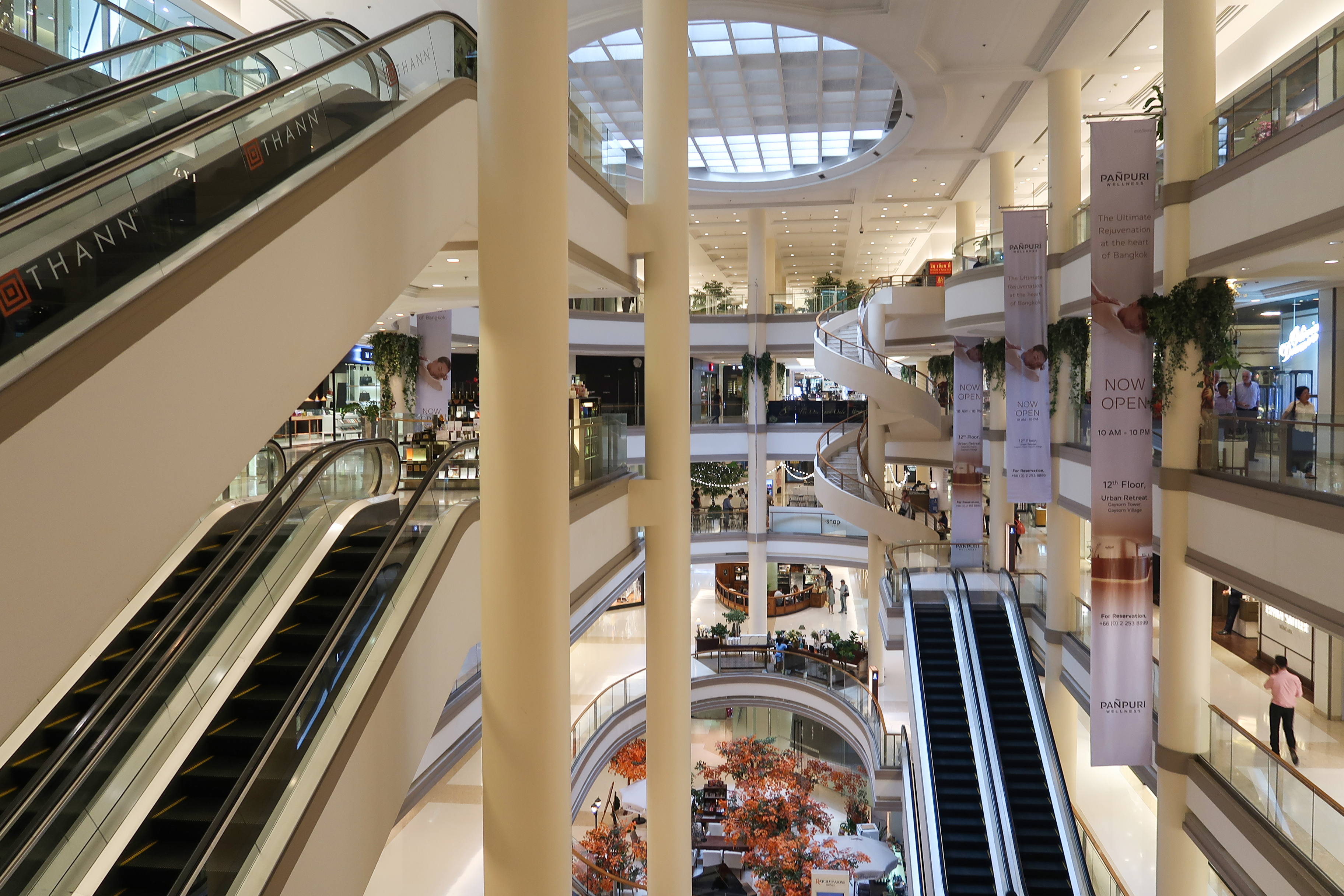
蓋頌生活購物商城中庭

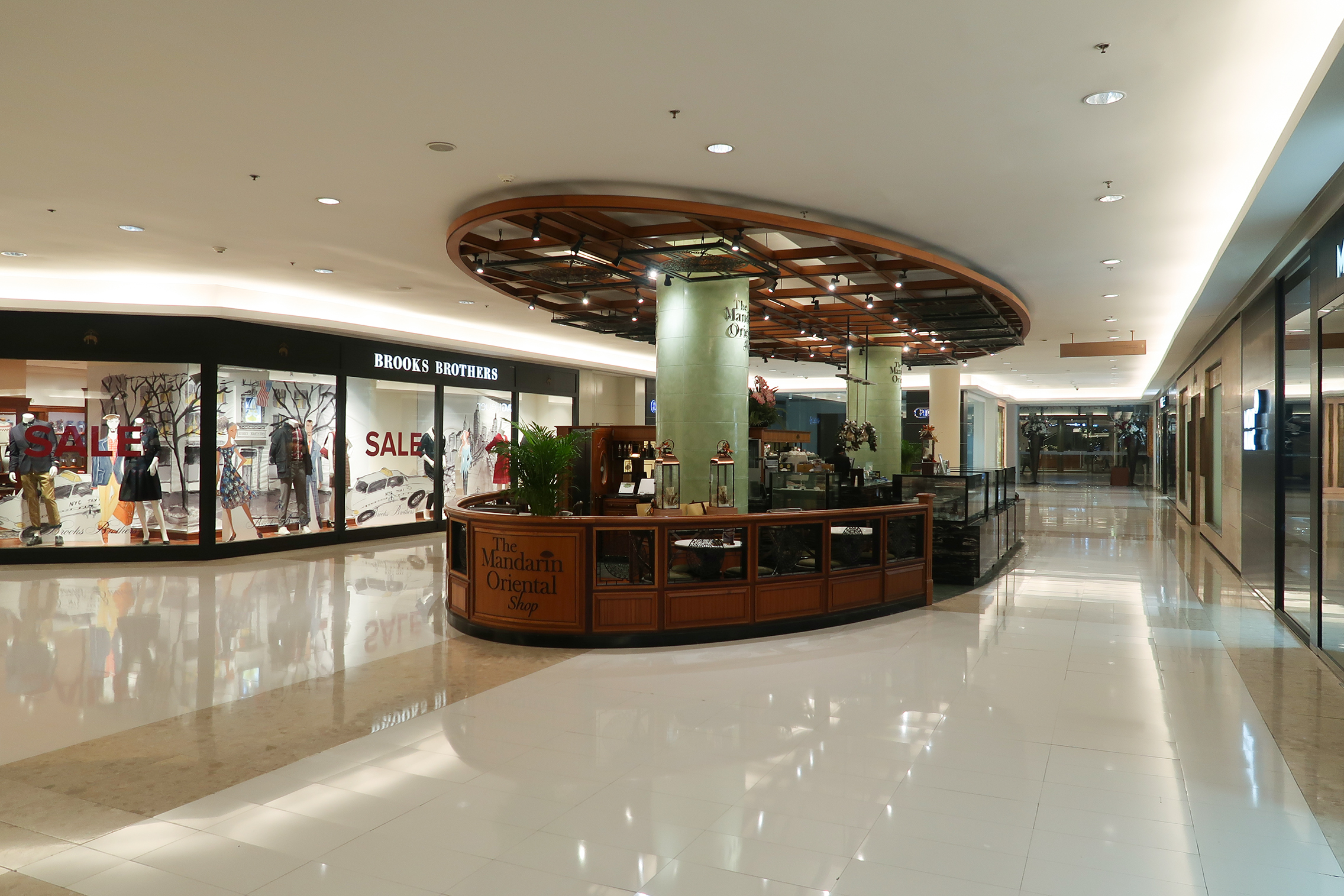
蓋頌生活購物商城地下商店

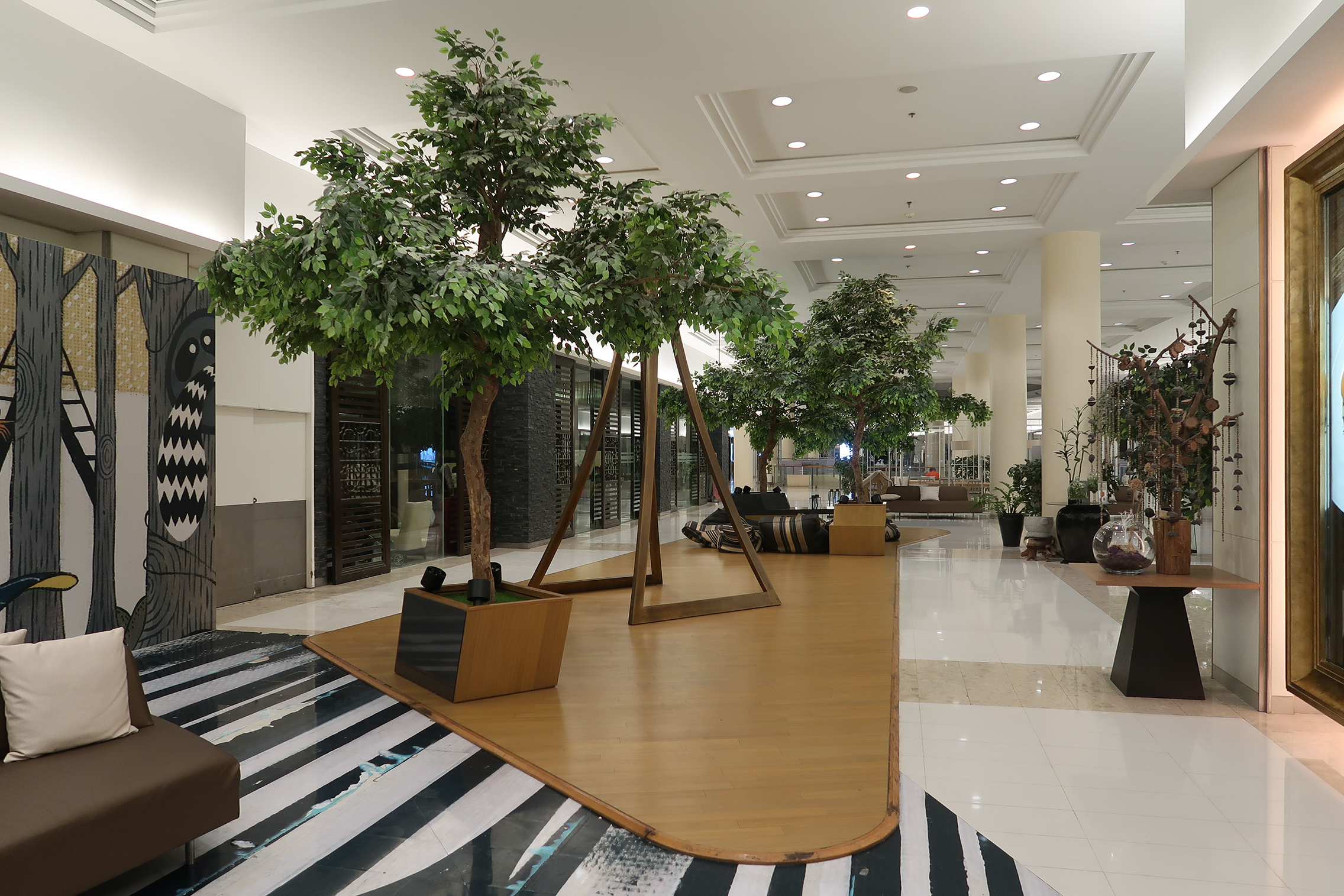
蓋頌生活購物商城4樓

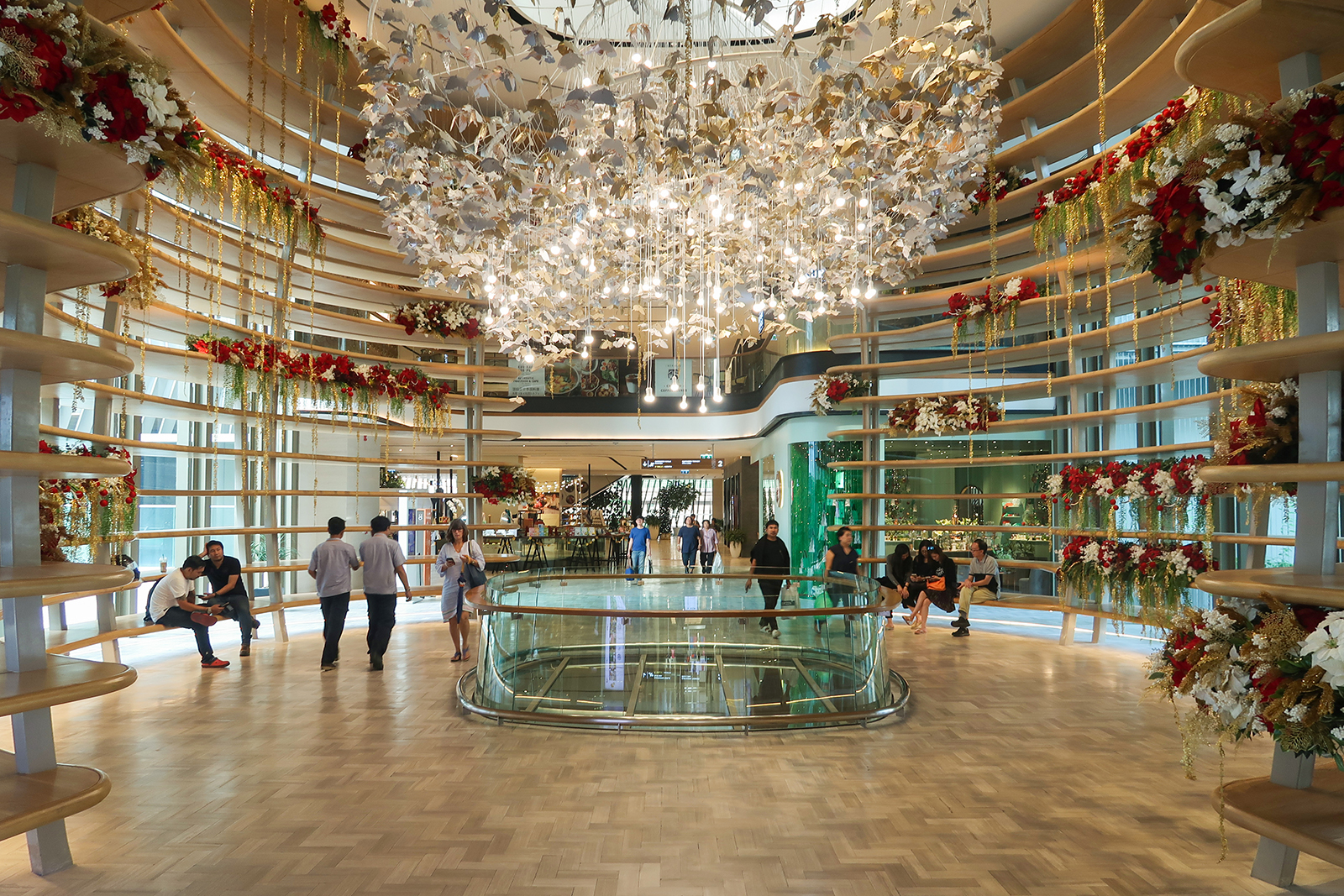
兩層樓高的「蓋頌繭」(Gaysorn Cocoon)連結蓋頌生活購物商城與蓋頌大樓

蓋頌生活購物商城（英語：Gaysorn Village）是位於泰國的首都曼谷之巴吞旺縣的叻差南蒂路與奔集路之高檔豪華購物中心，提供超過100多個商店，佔地面積約12,600平方公呎，於1996年開業，許多國際著名品牌都集中在此五層商場裡。

## 商場結構

### 地下
許多國際著名品牌來此開旗艦店：路易·威登(Louis Vuitton)、古馳(Gucci)、普拉達(Prada)、紀梵希Givenchy、拉佩兒拉La Perla、克里斯汀·迪奧(Christian Dior)、洛伊(Loewe)、芬迪(Fendi)、HUGO BOSS、菲拉格慕、席琳(Celine)、埃米里奧普奇(Emilio Pucci)、喬治·亞曼尼(Emporio Armani)、麥絲馬蕾(MaxMara)、艾格納(Aigner)、巴利(Bally)、弗里茨朗(Longchamp)、莫斯基諾(Moschino)、Furla、大衛杜夫(Davidoff)、登喜路(Dunhill)、保時捷設計(Porsche Design)、萬寶龍(Montblanc)、湯馬士粉紅(Thomas Pink)、傑尼亞(Ermenegildo Zegna)、伯爵萊利(Pal Zileri)、Daks、Tumi及On Pedder等。

### 二樓
它擁有眾多國際品牌的時尚配飾及泰國本地設計的流行時尚服裝，包括：Chronos、豪雅表(Tag Heuer)、歐米茄(Omega)、時間玻璃(The Hour Glass)、部門/ Ikepod、鐘擺(Pendulum)、雲9、閨閣(Boudoir)、探戈(Tango)、Senada理論、開精品店(Kai Boutique)、現在飛行(Fly Now)、Kloset紅地毯、27日為星期五、Zenithorial、奧利維亞鑽石(Olivia Diamonds)、Disaya、Sretsis及時裝協會(Fashion Society)等。

### 三樓
D&O Shop – the first multi-brand home decoration store in Thailand gathering award-winning designers.
擁有大量的家庭裝飾品及收藏品藝術品的商店，其中包括：坦恩母語(THANN Native)、阿約提亞(Ayodhya)、拉蒙特設計(Lamont Design)、Aukao - Aunam()、Triphum、自然(Natura)、N.V. Aranyik、P.R. Gallery、私人珍藏(Private Collection)、瑪雅民族工藝品(Maya Ethnic Craft)、現代東方(Modern East)、妖精皮爾(Elfen Pir)、TIPPA、Noritake by PetchThip Collection、皇家陶瓷(Royal Porcelain)及D&O Shop，它是專門販賣在泰國屢獲殊榮的設計師們之作品。

### 四樓
設有多個珠寶商：清潔珠寶首飾、販賣鑽石、翡翠及寶石等。

### 五樓
提供各種專屬餐飲服務、從時尚咖啡館到豪華餐廳：意大利酒吧、感官日本料理、普羅旺斯扒房、新天地粵菜館及坦恩母語茶居。此外，亦有水療中心。

### 地庫
提供416個汽車停泊位。

## 蓋頌大樓

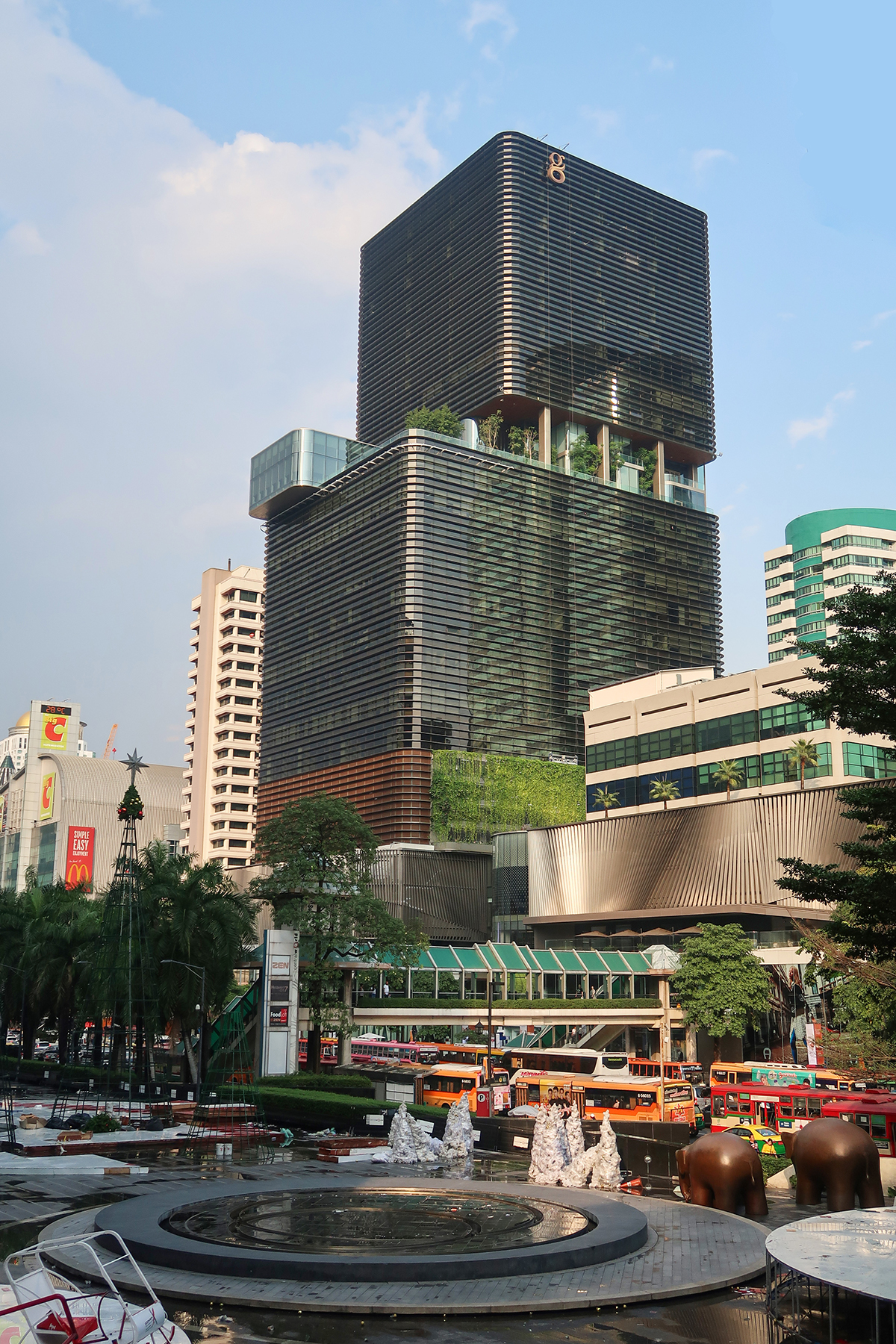
Gaysorn Tower

蓋頌大樓(Gaysorn Tower)於2017年9月14日開幕，設計以「繭」的概念作為主題，大樓19與20樓設「Gaysorn Crystal Box」空中花園，可瞭望曼谷市中心天際線，基座4層設商店和餐廳，樓上為辦公室。

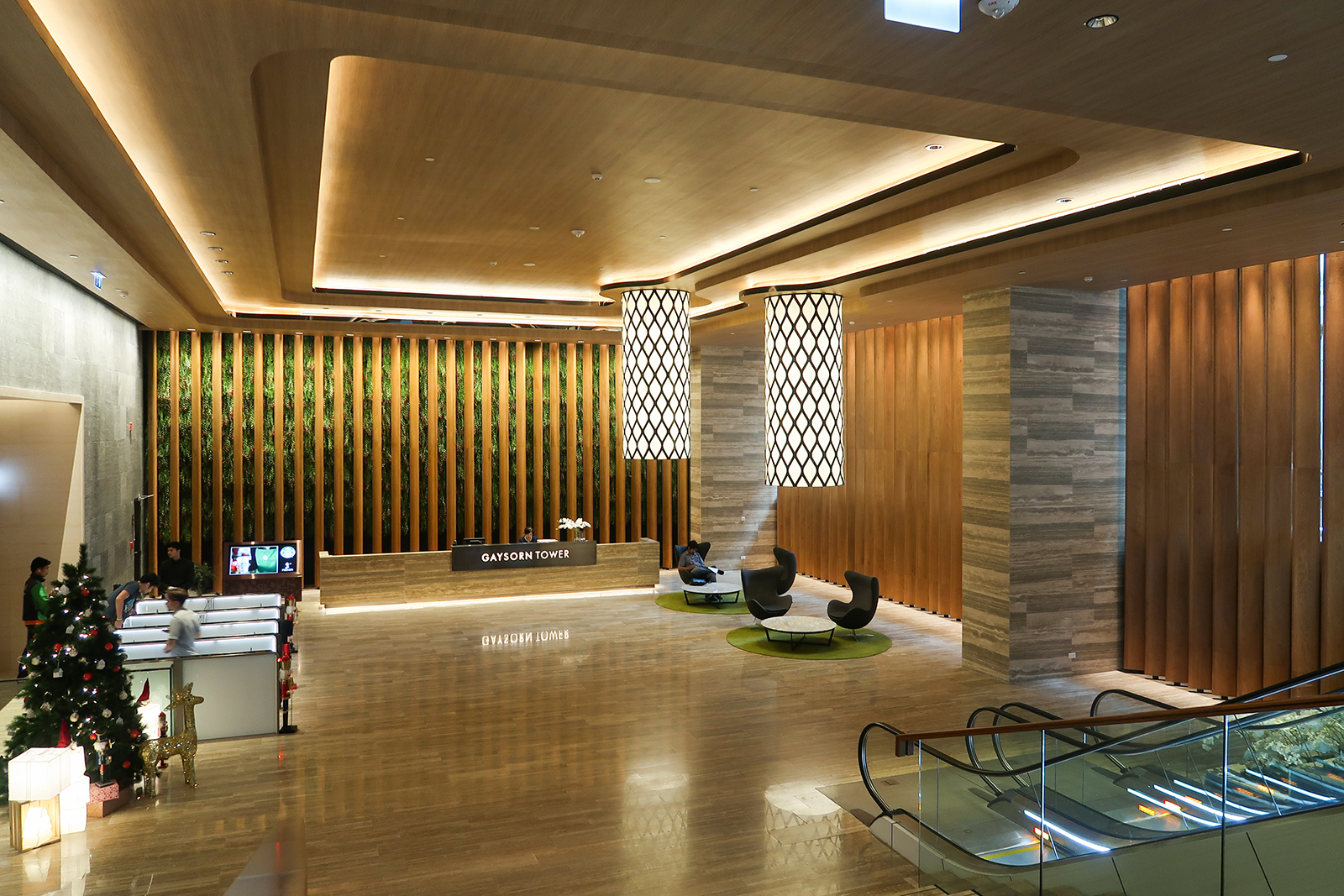
辦公室大堂
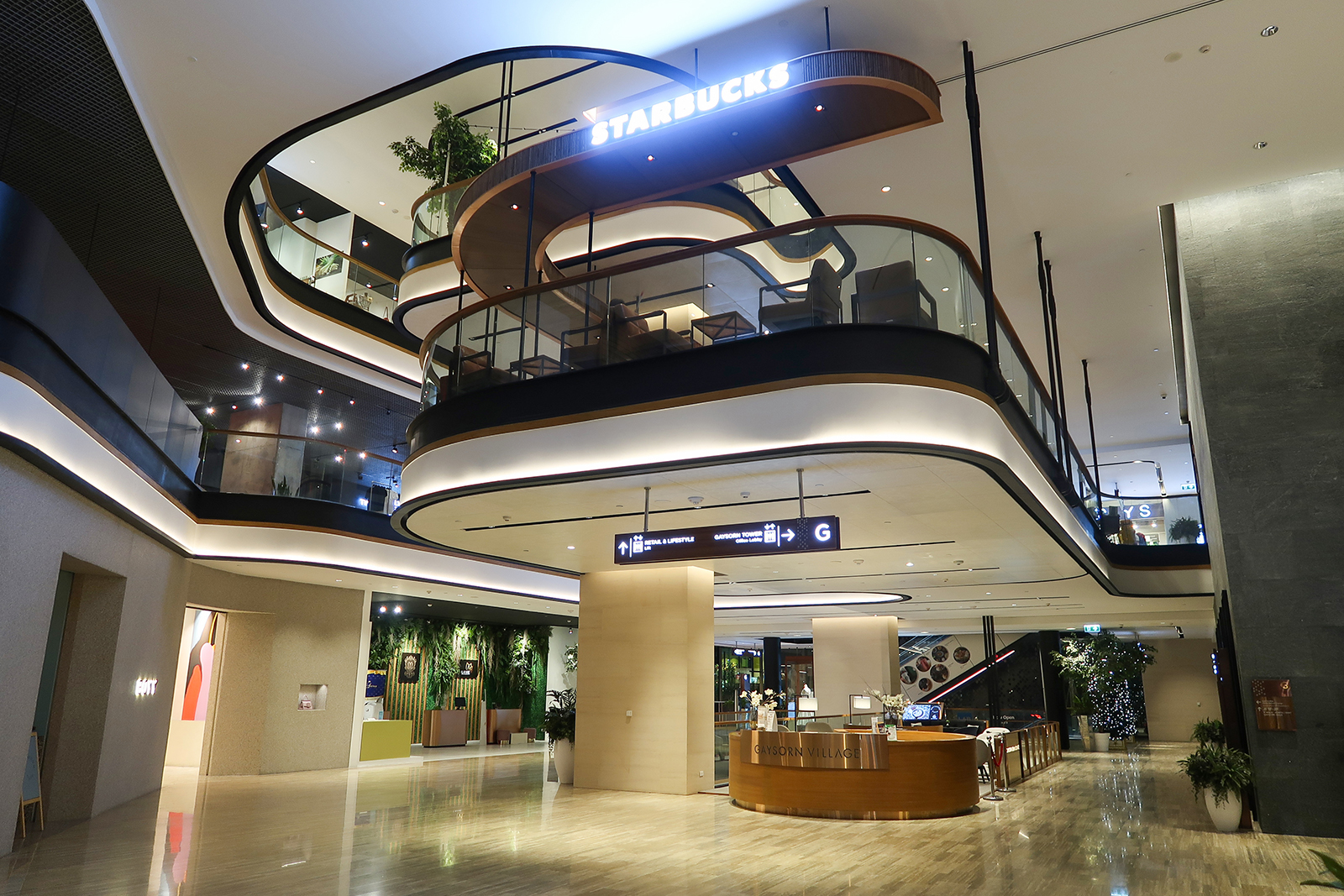
蓋頌大樓商場
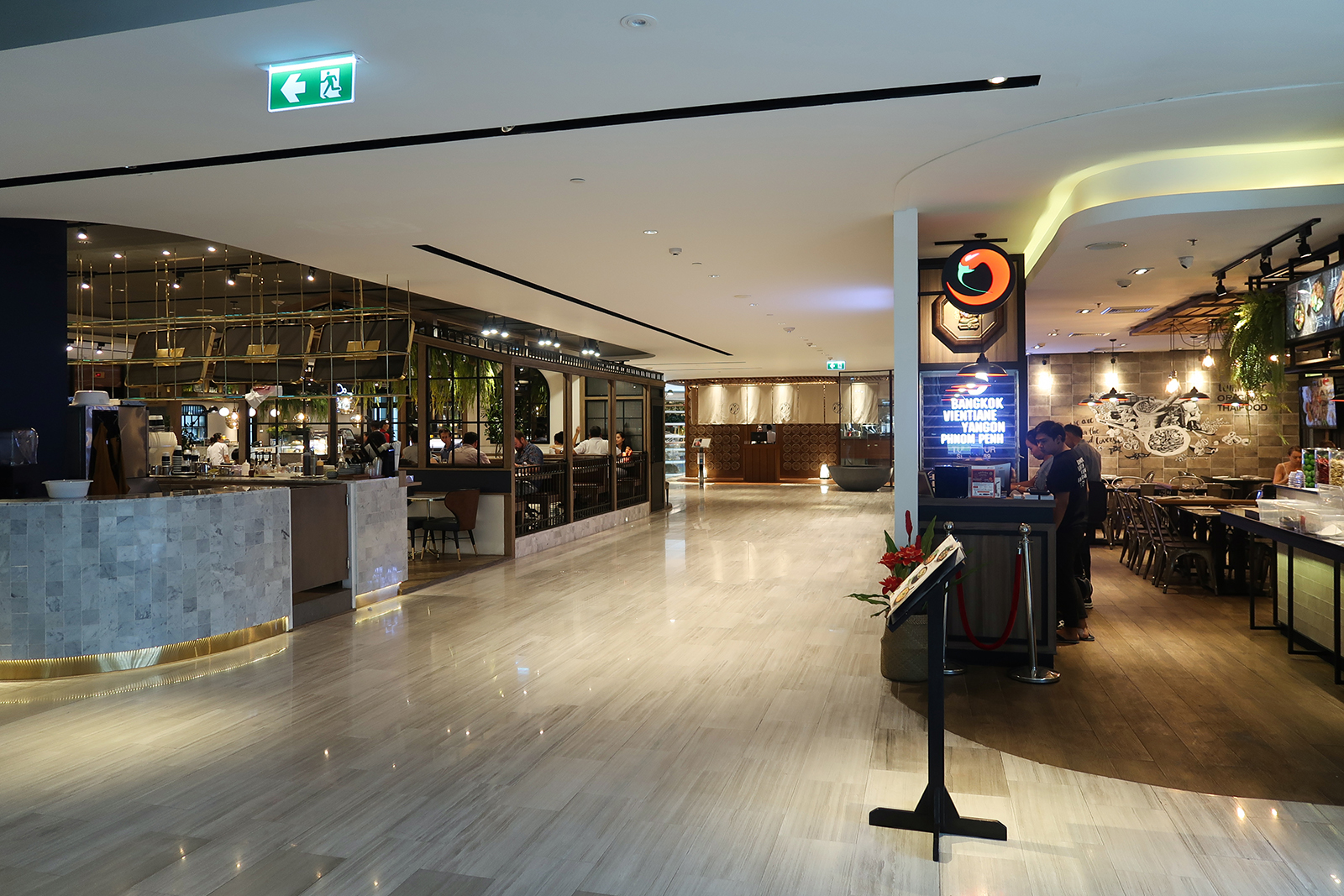
蓋頌大樓3樓餐廳

## 公共交通
- 曼谷集體運輸系統(架空電車)，素坤逸線，七隆車站的出口9設有天橋直達它的二樓。

## 外部連結
- 官方网站